# Naturpark Falkenstein-Schwarzau im Gebirge
Koordinaten: 47° 48′ 50″ N, 15° 42′ 20″ O

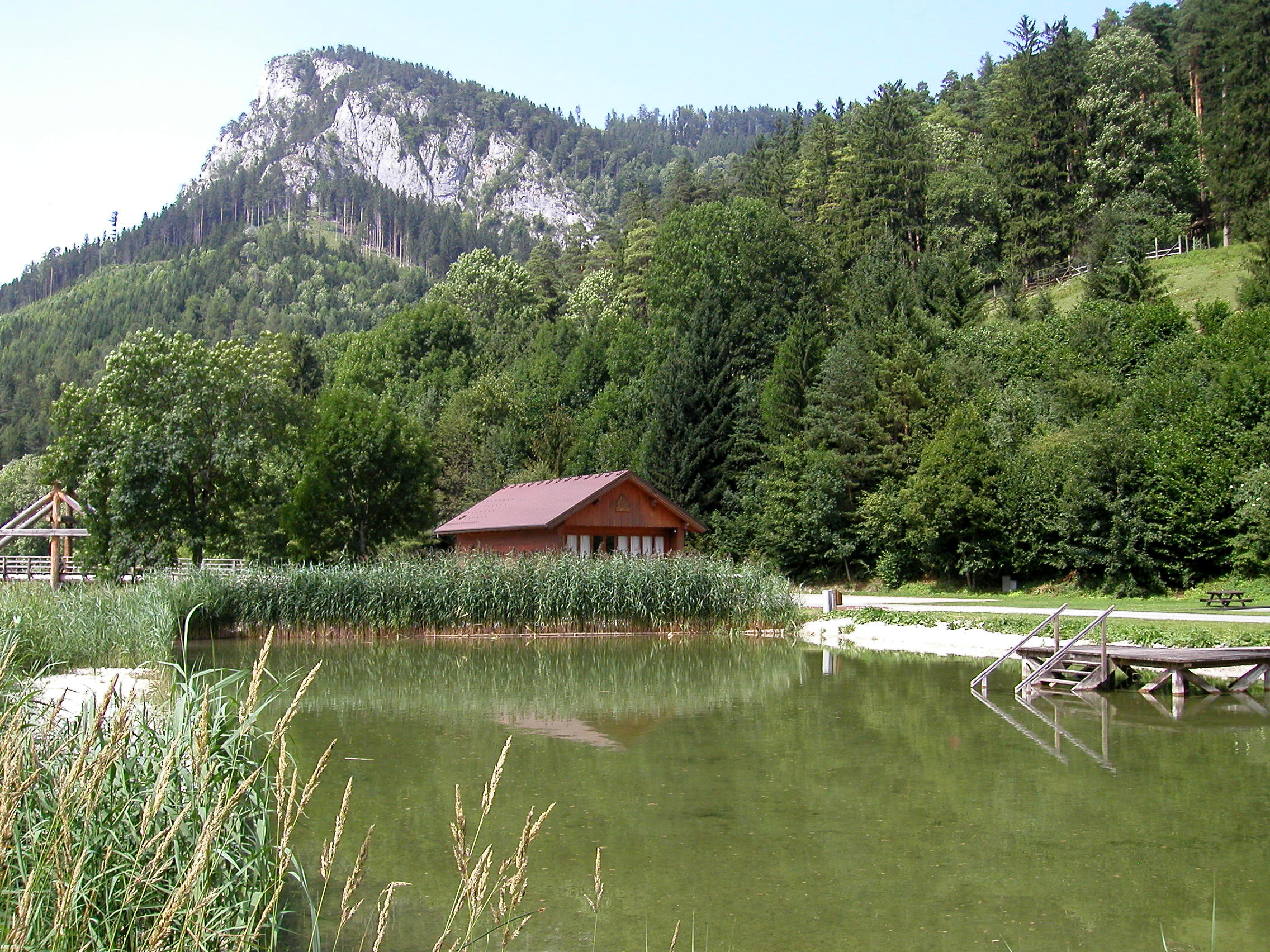
Badeteich mit Falkenstein

Der Naturpark Falkenstein liegt im südlichen Niederösterreich im Schwarzatal nördlich von Schwarzau im Gebirge in den Gutensteiner Alpen. 
Ein Gebiet von 17 Hektar an den westlichen Abhängen des 1013 Meter hohen Falkensteins  am Handlesberg ist als Naturschutzgebiet und Naturpark unter Schutz gestellt. Der Naturpark ist jederzeit frei zugänglich.

## Natürliche Sehenswürdigkeiten
Der Naturpark bietet „das Rax–Schneeberggebiet in Kleinformat“.
Die Besonderheit sind die im Kalkgestein auftretenden Karsterscheinungen, insbesondere die Karstquelle des Klafterbaches, eines Nebenbaches der Schwarza, und einige Höhlen wie das Bärenloch, die Herren- und die Frauengrotte (die beiden letzteren knapp außerhalb des Naturparkes gelegen).
Die Pflanzenwelt ist typisch für die ostalpine Randregion und kann in einem Alpengarten betrachtet werden, wo typische Vertreter für tiefere Regionen (Tallagen) gepflanzt wurden (das hochalpine Gegenstück dazu befindet sich auf der nahegelegenen Rax in der Nähe des Ottohauses).

## Errichtete Sehenswürdigkeiten
Beim Hauptzugang (vom Ort Schwarzau aus) gibt es einen Kiosk mit Informationsmaterial. In unmittelbarer Nachbarschaft befindet sich ein kleiner künstlich errichteter, nur 1½ Meter tiefer, frei zugänglicher Badeteich, der vom Wasser des Klafterbaches gespeist wird. 
Im Naturpark wurden einige Tiergehege errichtet, ein Gämsengehege, ein Hirschgehege, ein Muffelwildgehege und ein Murmeltiergehege. Durch den Naturpark führt ein beschildertes Wegenetz, zusätzlich wurden Unterstandshütten, ein Grillplatz, ein Streicheltiergehege und ein Kinderspielplatz errichtet. Es werden auch Führungen angeboten.